# Classification géographique type
Pour les articles homonymes, voir CGT.

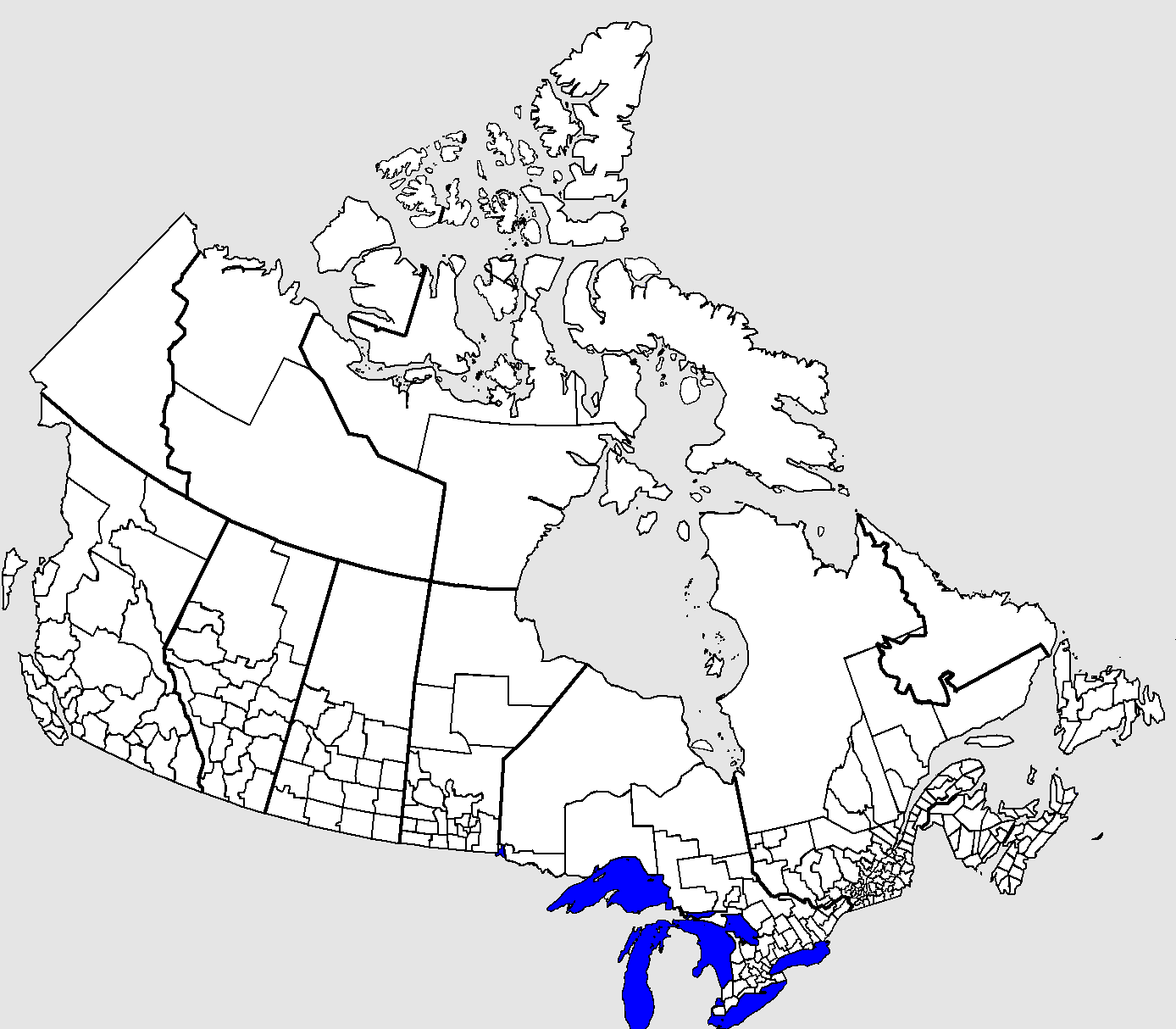

La Classification géographique type (CGT) est la répartition numérique de la totalité des terres du Canada. Utilisée principalement par Statistique Canada, la classification hiérarchique se fait par codes à sept chiffres pour trois genres de régions géographiques : les provinces et territoires, les divisions de recensement (comtés, municipalité régionale), et les subdivisions de recensement (municipalités).

## Historique
La Classification géographique type est instaurée dans les années 1960 sous une forme d'ébauche non officielle en 1964, 1966 et 1972. Ce n'est qu'en 1974 que la classification devint une publication officielle de Statistique Canada, puis est rééditée en 1976, 1981, 1986, 1991, 1996 et 2001. La version de 2006 constitue la huitième et dernière édition de la classification des terres canadiennes.
Dès le départ, la CGT adopte des codes numériques de six chiffres par souci de clarté et aussi parce que les systèmes de compilation de l'époque pouvait facilement gérer les données chiffrées. Cependant en 1976, on adopte des codes de classification à sept chiffres puisque les subdivisions de recensement de troisième niveau comptaient plus de 99 découpages.
Elle a été créée principalement pour recenser des statistiques tirées du recensement de la population, triées par régions géographiques, afin de classifier les activités économiques et sociales rattachées à un lieu précis. La classification est publiée en deux volumes dont l'un se veut un index des noms de localité, de leurs modifications, ainsi que d'une description de leurs activités. Le deuxième volume est un ensemble de cartes de référence indiquant où se trouvent les régions géographiques normalisées figurant dans la classification ainsi que les limites de ces dernières.

## Principe
Lorsque l'on applique les principes hiérarchiques de la CGT à la géographie canadienne, on obtient une classification de régions géographiques délimitées en fonction de concepts bien définis et qui représentent la totalité des terres du Canada. La classification géographique de 2006 comptait 13 provinces et territoires, 288 divisions de recensement et 5 418 subdivisions de recensement.

### Hiérarchie de la CGT
Les codes de classification géographique ont sept chiffres et sont composés de trois groupes représentant les trois paliers hiérarchiques régionaux canadiens. Le premier chiffre représente les six régions normalisées :
Atlantique (1),
Québec (2),
Ontario (3),
Prairies (4),
Colombie-Britannique (5),
Territoires (6). Le deuxième correspond à l'une des treize divisions provinciales et territoriales. Le troisième et quatrième chiffres sont chacune des divisions de recensement (comtés, municipalité régionale), et les trois derniers chiffres sont les subdivisions (municipalités).

### Unités d'administration
La limite des treize provinces et territoires (PR) constitue le plus haut niveau et le découpage le plus permanent de la CGT. C'est à ce niveau que les données statistiques sont regroupées et recoupées. Vient ensuite le niveau suivant, la division de recensement (DR) qui désigne 288 régions définies par les gouvernements provinciaux (comme les comtés, les municipalités régionales de comté, les districts, etc.). Ce deuxième niveau est utile pour des besoins de planification régionale et de gestion de services communs (police, ambulance, etc.). Puis le troisième et dernier niveau de la hiérarchie du CGT est la subdivision de recensement (SR) désignant les 5 418 municipalités définies par les lois provinciales ou territoriales (ou les territoires considérés comme étant des équivalents municipaux comme les réserves indiennes et les territoires non organisés). Les municipalités sont des unités d'administration locale.
| Code    | Nom         | Type                                 |
| ------- | ----------- | ------------------------------------ |
| 24      | Québec      | PR : Province                        |
| 2496    | Manicouagan | DR : Municipalité régionale de comté |
| 2496020 | Baie-Comeau | SR : Ville                           |